# Липове (зупинний пункт)
Ли́пове (біл. Ліпава) — зупинний пункт Берестейського відділення Білоруської залізниці в Кобринському районі Берестейської області. Розташований у селі Липове; на лінії Лунинець — Жабинка, між станцією Городець і зупинним пунктом Камінь.